# Mothibistad
Mothibistad ist ein Ort in der südafrikanischen Provinz Nordkap (Northern Cape). Er liegt in der Gemeinde Ga-Segonyana im Distrikt John Taolo Gaetsewe. Mothibistad ist Verwaltungssitz der nördlich gelegenen Gemeinde Joe Morolong.

## Geographie
Im Jahr 2011 hatte Mothibistad 9616 Einwohner. Rund 88 Prozent gaben Setswana als Muttersprache an. Der Ort liegt in einer flachen Umgebung. Rund neun Kilometer südwestlich liegt Kuruman. Mothibistad wurde wie andere umliegende Siedlungen als Townshipsiedlung errichtet.

## Geschichte
Bis 1994 lag Mothibistad im Homeland Bophuthatswana. Nach dessen Auflösung kam es zur Provinz Nordwest und 2006 zur Provinz Nordkap. Der Ort wurde nach der dort lebenden Pflanze Euphorbia ingens benannt, einer Euphorbienart.

## Verkehr
Mothibistad liegt nahe der N14, die durch Kuruman führt.